# Hartmannsdorf, Saale-Holzland-Kreis
Hartmannsdorf är en kommun och ort i Saale-Holzland-Kreis i förbundslandet Thüringen i Tyskland.
Kommunen ingår i förvaltningsgemenskapen Heideland-Elstertal-Schkölen tillsammans med kommunerna Crossen an der Elster, Heideland, Rauda, Silbitz, Walpernhain och Schkölen.